# Virginie Razzano
Virginie Razzano (Digione, 12 maggio 1983) è un'ex tennista francese.
Professionista dal 1999 al 2018, era destrorsa e giocava il rovescio a due mani. In carriera ha conquistato 2 titoli WTA in singolare (entrambi nel 2007, a Canton e Tokyo) ed 1 in doppio. Il 14 settembre 2009 ha raggiunto il suo best ranking in singolare issandosi al numero 16; vive Nîmes.

## Carriera
Brillantissima junior, a livello giovanile ha conquistato due titoli del Grande Slam, gli Open d'Australia nel 1999 ed il Roland Garros nel 2000.
Tra le professioniste ha raggiunto il 4º turno in tutti gli Slam, tranne quello australiano dove non ha mai superato il terzo ostacolo. Tennista in grado di adattarsi bene ad ogni superficie, può vantare vittorie su Venus Williams (nella finale di Tokyo 2007, salvando 3 match points), Serena Williams, Martina Hingis, Dinara Safina, Vera Zvonarëva, Elena Dement'eva, Agnieszka Radwańska, Patty Schnyder e Daniela Hantuchová.
Nel 2008 ha rappresentato il suo Paese alle Olimpiadi, uscendo poi al secondo turno.
Il 29 maggio 2012 ha sconfitto in tre set Serena Williams, al primo turno del Roland Garros, dopo essersi vista annullare otto matchpoint dalla statunitense. Successo memorabile, sia per il livello dell'avversaria, favorita per la vittoria finale, sia perché la Williams non era mai stata eliminata al primo turno di un torneo dello Slam.
Nel 2013 al Torneo di Carlsbad ha raggiunto sorprendentemente la semifinale battendo tenniste del calibro di Svetlana Kuznecova, Carla Suárez Navarro e Petra Kvitová.
Il 10 dicembre 2018 annuncia il suo ritiro dalle competizioni.

## Statistiche

### Singolare

#### Vittorie (2)
| Legenda: Prima del 2009 | Legenda: Dal 2009     |
| ----------------------- | --------------------- |
| Grande Slam (0)         |                       |
| Ori Olimpici (0)        |                       |
| WTA Finals (0)          |                       |
| Tier I (0)              | Premier Mandatory (0) |
| Tier II (0)             | Premier 5 (0)         |
| Tier III (2)            | Premier (0)           |
| Tier IV (0)             | International (0)     |

| N. | Data              | Torneo                                       | Superficie | Avversaria in finale | Score            |
| 1. | 30 settembre 2007 | Guangzhou International Women's Open, Canton | Cemento    | Tzipora Obziler      | 6-0, 6-3         |
| 2. | 6 ottobre 2007    | Japan Open Tennis Championships, Tokyo       | Cemento    | Venus Williams       | 4-6, 7-6(7), 6-4 |

#### Sconfitte (4)
| Legenda: Prima del 2009 | Legenda: Dal 2009     |
| ----------------------- | --------------------- |
| Grande Slam (0)         |                       |
| Argenti Olimpici (0)    |                       |
| WTA Finals (0)          |                       |
| Tier I (0)              | Premier Mandatory (0) |
| Tier II (0)             | Premier 5 (1)         |
| Tier III (0)            | Premier (1)           |
| Tier IV (2)             | International (0)     |

| N. | Data             | Torneo                                    | Superficie | Avversaria in finale | Score         |
| 1. | 17 ottobre 2004  | Tashkent Open, Tashkent                   | Cemento    | Nicole Vaidišová     | 7-5, 3-6, 2-6 |
| 2. | 25 agosto 2007   | Forest Hills Tennis Classic, Forest Hills | Cemento    | Gisela Dulko         | 2-6, 2-6      |
| 3. | 21 febbraio 2009 | Dubai Tennis Championships, Dubai         | Cemento    | Venus Williams       | 4-6, 2-6      |
| 4. | 20 giugno 2009   | AEGON International, Eastbourne           | Erba       | Caroline Wozniacki   | 6(5)-7, 5-7   |

### Doppio

#### Vittorie (1)
| Legenda: Prima del 2009 | Legenda: Dal 2009     |
| ----------------------- | --------------------- |
| Grande Slam (0)         |                       |
| Ori Olimpici (0)        |                       |
| WTA Finals (0)          |                       |
| Tier I (0)              | Premier Mandatory (0) |
| Tier II (1)             | Premier 5 (0)         |
| Tier III (0)            | Premier (0)           |
| Tier IV (0)             | International (0)     |

| N. | Data             | Torneo                | Superficie    | Compagna   | Avversarie in finale         | Punteggio |
| 1. | 11 febbraio 2001 | Open GDF Suez, Parigi | Sintetico (i) | Iva Majoli | Kimberly Po Nathalie Tauziat | 6-3, 7-5  |

## Risultati in progressione
| Sigla | Risultato               |
| ----- | ----------------------- |
| V     | Vincitore               |
| F     | Finalista               |
| SF    | Semifinalista           |
| O     | Oro olimpico            |
| A     | Argento olimpico        |
| SF    | Bronzo olimpico         |
| QF    | Quarti di Finale        |
| 4T    | Quarto turno            |
| 3T    | Terzo turno             |
| 2T    | Secondo turno           |
| 1T    | Primo turno             |
| RR    | Round Robin             |
| LQ    | Turno di qualificazione |
| A     | Assente                 |
| ND    | Non disputato           |

| Legenda superfici    |
| -------------------- |
| Cemento              |
| Terra battuta        |
| Erba                 |
| Superficie variabile |

### Singolare nei tornei del Grande Slam
| Torneo          | 1999 | 2000 | 2001 | 2002 | 2003 | 2004 | 2005 | 2006 | 2007 | 2008 | 2009 | 2010 | 2011 | 2012 | 2013 | 2014 | 2015 | V--S  | Carriera |
| --------------- | ---- | ---- | ---- | ---- | ---- | ---- | ---- | ---- | ---- | ---- | ---- | ---- | ---- | ---- | ---- | ---- | ---- | ----- | -------- |
| Australian Open | A    | 1T   | 3T   | 1T   | 2T   | A    | 1T   | 3T   | 2T   | 3T   | 3T   | 1T   | 2T   | 1T   | A    | 2T   | A    | 12-13 | 0        |
| Open di Francia | 1T   | 3T   | 3T   | 2T   | 1T   | 2T   | 3T   | 1T   | 1T   | 1T   | 4T   | 1T   | 1T   | 2T   | 3T   | 1T   |      | 14-16 | 0        |
| Wimbledon       | A    | A    | 1T   | 2T   | 2T   | 3T   | 2T   | 1T   | 1T   | 1T   | 4T   | A    | 2T   | 1T   | 1T   | 1T   |      | 9-13  | 0        |
| US Open         | A    | A    | 2T   | 2T   | 2T   | 1T   | 2T   | 4T   | 2T   | 1T   | 1T   | 3T   | 1T   | 1T   | 1T   | 1T   |      | 10-14 | 0        |
| Totale          | 0-1  | 2-2  | 5-4  | 3-4  | 3-4  | 3-3  | 4-4  | 5-4  | 2-4  | 2-4  | 6-4  | 2-3  | 2-4  | 1-4  | 2-3  | 1-4  | 0-0  | 45-56 |          |
| Finali          | 0    | 0    | 0    | 0    | 0    | 1    | 0    | 0    | 3    | 0    | 2    | 0    | 0    | 0    | 0    | 0    | 0    |       | 6        |
| Tornei vinti    | 0    | 0    | 0    | 0    | 0    | 0    | 0    | 0    | 0    | 2    | 0    | 0    | 0    | 0    | 0    | 0    | 0    |       | 2        |

### Doppio nei tornei del Grande Slam
| Torneo          | 1999 | 2000 | 2001 | 2002 | 2003 | 2004 | 2005 | 2006 | 2007 | 2008 | 2009 | 2010 | 2011 | 2012 | 2013 | 2014 | 2015 | V--S  |
| --------------- | ---- | ---- | ---- | ---- | ---- | ---- | ---- | ---- | ---- | ---- | ---- | ---- | ---- | ---- | ---- | ---- | ---- | ----- |
| Australian Open | A    | A    | 1T   | 2T   | A    | A    | A    | 1T   | A    | 1T   | 1T   | 2T   | A    | 2T   | A    | A    | A    | 3-7   |
| Open di Francia | 1T   | 2T   | 1T   | 1T   | 1T   | 1T   | 1T   | 1T   | 1T   | 1T   | 1T   | 1T   | 1T   | 1T   | 1T   | 1T   |      | 1-16  |
| Wimbledon       | A    | A    | 2T   | A    | A    | A    | 2T   | 1T   | 1T   | 1T   | 1T   | A    | A    | 1T   | A    | A    |      | 2-7   |
| US Open         | A    | A    | 1T   | A    | A    | A    | 2T   | A    | 1T   | QF   | 2T   | A    | 1T   | A    | A    | A    |      | 5-6   |
| Totale          | 0-1  | 1-1  | 1-4  | 1-2  | 0-1  | 0-1  | 2-3  | 0-3  | 0-3  | 3-4  | 1-4  | 1-2  | 0-2  | 1-3  | 0-1  | 0-1  | 0-0  | 11-36 |

### Doppio misto nei tornei del Grande Slam
| Torneo          | 1999 | 2000 | 2001 | 2002 | 2003 | 2004 | 2005 | 2006 | 2007 | 2008 | 2009 | 2010 | 2011 | 2012 | 2013 | 2014 |
| --------------- | ---- | ---- | ---- | ---- | ---- | ---- | ---- | ---- | ---- | ---- | ---- | ---- | ---- | ---- | ---- | ---- |
| Australian Open | A    | A    | A    | A    | A    | A    | A    | A    | A    | 2T   | A    | A    | A    | A    | A    | A    |
| Open di Francia | A    | A    | A    | A    | 1T   | A    | A    | 1T   | A    | QF   | 1T   | 1T   | 4T   | 2T   | A    | A    |
| Wimbledon       | A    | A    | A    | A    | A    | A    | A    | A    | A    | 1T   | A    | A    | A    | A    | A    | A    |
| US Open         | A    | A    | A    | A    | A    | A    | A    | A    | A    | 2T   | A    | A    | A    | A    | A    | A    |

## Vittorie contro giocatrici Top 10
| Stagione | 2004 | 2005 | 2006 | 2007 | 2008 | 2009 | 2010 | 2011 | 2012 | 2013 | Totale |
| Vittorie | 1    | 2    | 1    | 2    | 0    | 5    | 0    | 0    | 1    | 1    | 13     |

| #    | Giocatrice         | Ranking | Evento                                     | Superficie  | Turno | Punteggio           | Rank. VRR |
| ---- | ------------------ | ------- | ------------------------------------------ | ----------- | ----- | ------------------- | --------- |
| 2004 |                    |         |                                            |             |       |                     |           |
| 1.   | Svetlana Kuznecova | 9       | Torneo di Wimbledon, Londra                | Erba        | 1T    | 7-6(4), 3-6, 6-4    | 118       |
| 2005 |                    |         |                                            |             |       |                     |           |
| 2.   | Alicia Molik       | 9       | Amelia Island Championships, Amelia Island | Terra verde | 2T    | 6-4, 6-4            | 54        |
| 3.   | Vera Zvonarëva (1) | 10      | Amelia Island Championships, Amelia Island | Terra verde | QF    | 6-4, 6-4            | 54        |
| 2006 |                    |         |                                            |             |       |                     |           |
| 4.   | Martina Hingis     | 9       | US Open, New York                          | Cemento     | 2T    | 6-2, 6-4            | 112       |
| 2007 |                    |         |                                            |             |       |                     |           |
| 5.   | Anna Čakvetadze    | 6       | Canadian Open, Toronto                     | Cemento     | 2T    | 7-6(5), 2-0 rit.    | 45        |
| 6.   | Venus Williams     | 8       | Japan Open Tennis Championships, Tokyo     | Cemento     | F     | 4-6, 7-6(7), 6-4    | 33        |
| 2009 |                    |         |                                            |             |       |                     |           |
| 7.   | Dinara Safina      | 2       | Dubai Tennis Championships, Dubai          | Cemento     | 2T    | 6-2, 6-4            | 58        |
| 8.   | Vera Zvonarëva (2) | 5       | Dubai Tennis Championships, Dubai          | Cemento     | QF    | 7-6(7), 7-5         | 58        |
| 9.   | Vera Zvonarëva (3) | 6       | Charleston Open, Charleston                | Terra verde | 3T    | 1-1 rit.            | 42        |
| 10.  | Elena Dement'eva   | 4       | Eastbourne International, Eastbourne       | Erba        | 2T    | 6-0, 3-6, 7-6(4)    | 25        |
| 11.  | Flavia Pennetta    | 10      | Canadian Open, Toronto                     | Cemento     | 2T    | 6-3, 6-1            | 18        |
| 2012 |                    |         |                                            |             |       |                     |           |
| 12.  | Serena Williams    | 5       | Open di Francia, Parigi                    | Terra rossa | 1T    | 4-6, 7-6(5), 6-3    | 111       |
| 2013 |                    |         |                                            |             |       |                     |           |
| 13.  | Petra Kvitová      | 7       | Southern California Open, Carlsbad         | Cemento     | QF    | 6(6)-7, 7-5, 7-6(8) | 131       |